# کلگستون (جورجیا)
کلگستون، جورجیا (به انگلیسی: Claxton, Georgia) یک شهر در ایالات متحده آمریکا با جمعیت ۲٬۲۷۶ نفر است که در جورجیا واقع شده‌است.

## موقعیت جغرافیایی
موقعیت جغرافیایی شهرها و مناطق اطراف به شرح زیر است: